# Yasuhiro Shimizu
Yasuhiro Shimizu (japanisch 清水 康弘, Shimizu Yasuhiro; * 10. Dezember 1958 in Obihiro) ist ein ehemaliger japanischer Eisschnellläufer.

## Werdegang
Shimizu nahm von 1975 bis 1984 an nationalen Wettbewerben teil und wurde dabei dreimal japanischer Juniorenmeister. Zudem errang er bei japanischen Meisterschaften zweimal den zweiten Platz im Großen Vierkampf und einmal den dritten Platz im Kleinen Vierkampf. International kam er bei den Juniorenweltmeisterschaften 1978 in Montreal auf den 13. Platz und bei den Juniorenweltmeisterschaften 1979 in Grenoble auf den siebten Rang im Kleinen Vierkampf. In der Saison 1979/80 siegte er bei der 3-Bahnen-Tournee in Innsbruck über 10.000 m sowie bei einem internationalen Wettbewerb in Davos über 3000 m und lief bei der Mehrkampfweltmeisterschaft 1980 in Heerenveen auf den 24. Platz im Großen Vierkampf. Beim Saisonhöhepunkt, den Olympischen Winterspielen 1980 in Lake Placid, belegte er den 24. Platz über 1500 m, den 16. Rang über 5000 m und den neunten Platz über 10.000 m. In den folgenden Jahren erreichte er bei der Mehrkampfweltmeisterschaft 1981 in Oslo den 14. Platz und bei der Mehrkampfweltmeisterschaft 1982 in Assen den 32. Rang im Großen Vierkampf. Zudem siegte er im Jahr 1984 bei seinem letzten internationalen Rennen in Almaty im Großen Vierkampf.

## Erfolge

### Olympische Spiele
- 1980 Lake Placid: 9. Platz 10.000 m, 16. Platz 5000 m, 24. Platz 1500 m

### Mehrkampf-Weltmeisterschaften
- 1980 Heerenveen: 24. Platz Großer Vierkampf
- 1981 Oslo: 14. Platz Großer Vierkampf
- 1982 Assen: 32. Platz Großer Vierkampf

## Persönliche Bestleistungen
| Disziplin | Zeit         | Datum            | Ort       |
| --------- | ------------ | ---------------- | --------- |
| 500 m     | 39,59 s      | 14. März 1984    | Almaty    |
| 1000 m    | 1:20,60 min  | 19. Februar 1983 | Inzell    |
| 1500 m    | 1:59,13 min  | 14. März 1984    | Almaty    |
| 3000 m    | 4:10,17 min  | 7. Dezember 1978 | Matsumoto |
| 5000 m    | 7:06,96 min  | 8. Dezember 1978 | Matsumoto |
| 10.000 m  | 14:48,61 min | 6. März 1982     | Inzell    |